# إيرو برغ
إيرو برغ (Eero Berg؛ كـَنـّـاسـْـألا، 17 فبراير 1898 - كاريوكي، 14 يوليو 1969) رياضي ألعاب قوى فنلندي نافس بشكل رئيسي في سباق 10000 متر خلال مسيرته.
نافس باسم فنلندا في الألعاب الأولمبية الصيفية 1924 التي جرت في باريس، حيث حصل على الميدالية البرونزية في منافسات الرجال لمسافة 10000 متر.